# Protestantse kerk (Boxtel)
De protestantse kerk is een als Hervormde kerk gebouwd kerkje in Boxtel, gelegen aan Clarissenstraat 18.

## Geschiedenis
Nadat de katholieken eind 18e eeuw hun kerken weer terugkregen, kwamen de hervormden zonder kerkgebouw te zitten. Er zijn toen diverse zogeheten Napoleonskerken gebouwd, en die in Boxtel is er een van. Hij werd gebouwd in 1812 naar ontwerp van Hendrik Verhees. Het kerkje staat niet ver verwijderd van de Sint-Petrusbasiliek.

## Gebouw
Het is een eenvoudig bakstenen zaalkerkje met langwerpig-achtkante plattegrond. Kenmerkend zijn de geblokte pilasters. Op het met leien bedekte dak bevindt zich een dakruiter.
Boven de ingang werd een gevelsteen aangebracht met in vergulde letters de tekst: Een vaste burcht is onze God, een toevlucht voor de zijnen.
De kerk bezit een 17e-eeuwse preekstoel en een orgel uit 1954, vervaardigd door de firma A.M. Olieman.